# USS LST-460

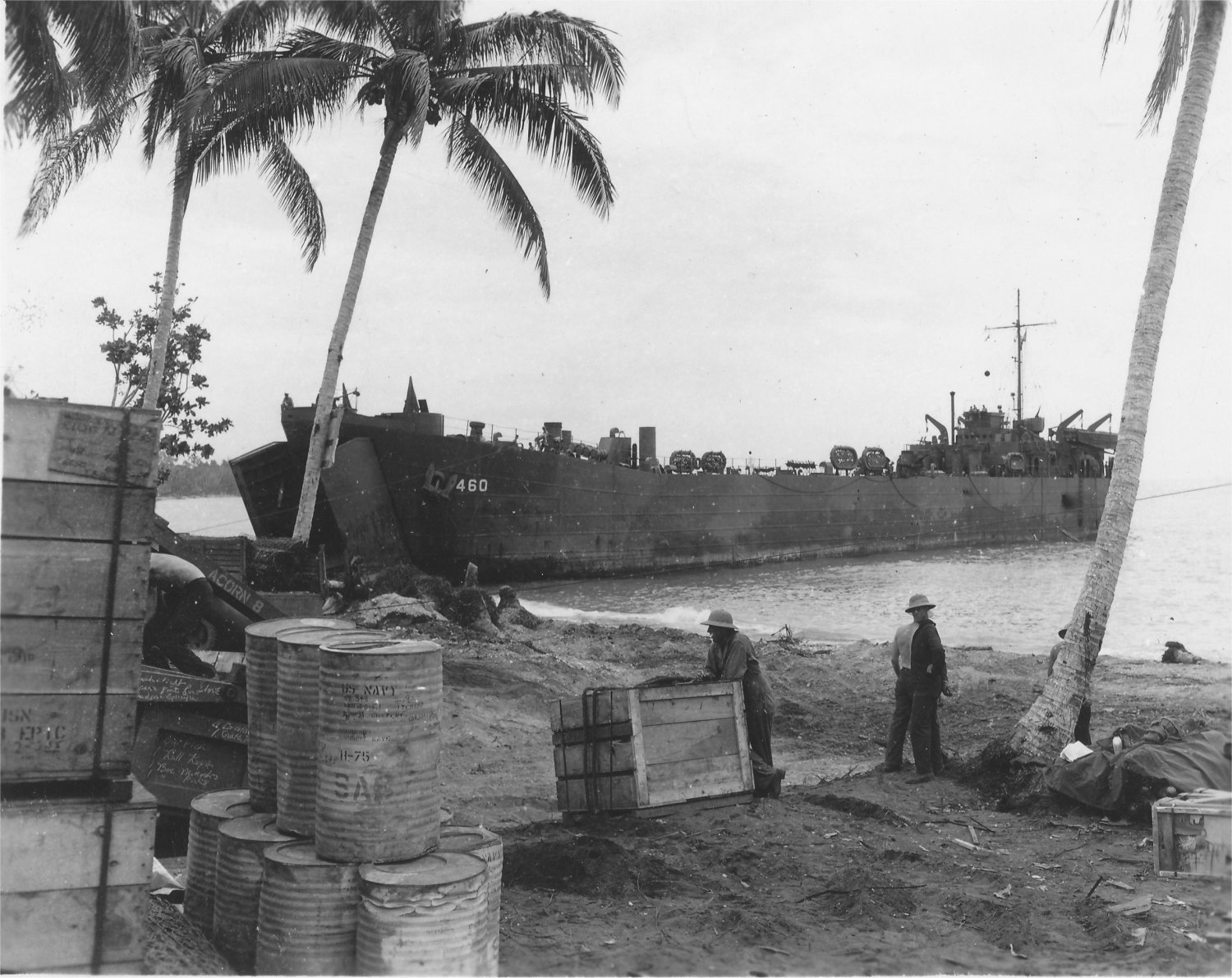
Navio atracado na costa

O USS LST-460 foi um navio de guerra norte-americano da classe LST que operou durante a Segunda Guerra Mundial.